# جريجور شتراسر
جريجور شتراسر (بالألمانية: Gregor Strasser)‏ (31 مايو 1892 – 30 يونيو 1934) هو سياسي ألماني نازي بارز. ولد في عام 1892 في ولاية بافاريا، خدم جريجور في الحرب العالمية الأولى في فوج المدفعية، وترقى إلى رتبة ملازم أول. و في عام 1920 انضم إلى الحزب النازي (NSDAP) وأصبح بوقت قصير من الشخصيات المؤثرة والهامة بالحزب. شارك جريجور في انقلاب بير هول الفاشل في ميونيخ عام 1923.

قتل في ليلة السكاكين الطويلة بعد صراعات شخصية وسياسية مع أدولف هتلر.

## روابط خارجية
- جريجور شتراسر على موقع الموسوعة البريطانية (الإنجليزية)
- جريجور شتراسر على موقع إن إن دي بي (الإنجليزية)